# Lipovšek
Lipovšek je priimek več znanih Slovencev:

## Znani nosilci priimka
- Anton Lipovšek (1799—?), duhovnik, publicist, časnikar
- Barbara Lipovšek, pravnica, višja drž. tožilka
- Barbka Lipovšek Ščetinin (1941—1975), alpinistka
- Benjamin Lipovšek, elektrotehnik
- Bogdan Lipovšek (*1953), filozof in sociolog, hotelir
- Boštjan Lipovšek (*1974), hornist (rogist)
- Breda Lipovšek (*1937), prevajalka, pionirka podnaslavljanja na TV na Slovenskem
- Dušan Lipovšek (*1945), violinist, koncertni mojster
- Edvard Lipovšek, glasbeni šolnik
- Frančiška Lipovšek, anglistka, jezikoslovka
- Gordana Šövegeš Lipovšek (*1975), slovenska zgodovinarka, arhivistka madžarskega rodu
- Gregor Lipovšek, biolog
- Helena Us (r. Lipovšek) (1901—1988), biologinja, geologinja, prof.
- Igor Lipovšek (1956—2021), geograf, pedagog
- Iztok Lipovšek, oglaševalec
- Marijan Lipovšek (1910—1995), pianist in glasbeni (klavirski) pedagog, publicist, planinec
- Marjana Lipovšek (*1946), koncertna in operna pevka mezzosopranistka
- Martin Lipovšek, filozof
- Matej Lipovšek (*1939), nevrokirurg, fotograf, botanik?
- Milena Lipovšek (*1976), flavtistka in psihoterapevtka
- Neda Lipovšek, pianistka
- Saška Lipovšek, biologinja, prof. BF
- Silvo Lipovšek (1948—2021), zdravnik otroški kirurg
- Stanislav Lipovšek (*1943), celjski škof
- Zdravko Lipovšek (1951—2010), hokejist na travi